# Вишан
Вишан е село в Западна България, намиращо се в Община Драгоман, Софийска област. Отдалечено е на 19 км западно от Драгоман и на около 3 км източно от границата с Република Сърбия. Селото се намира в историко-географската област Бурел. Няколкото му махали, събрани вкупом са разположени върху хълмове, характерни за планинския облик на покрайнината. Средната надморска височина на селото е 671 м. Населението на Вишан към 2010 г. е 36 души.

## География
Село Вишан е разположено на присойните склонове на ридовете Цокин дол и Стара бачия и в образуваните по тях долове. Главната част от селото, която носи името Сред село лежи в доловете Селски и Цигански, и на простиращия се между им склон. Източно от нея е Майсторова махала, разположена в дола Провалия, а западно от нея се намира Дрилкина махала, която лежи на южния склон на рида Дойкин кръст, северно разклонение на Цокин дел.

## Етимология на името
Според „Българския етимологичен речник“ името е от вис, височина + наставка -jan или от личното име Виша̀н. Сравними са старополските лични имена Wysze-mir, Wysze-słау, Wysz-ęta.

## История
Село Вишан е старо средновековно село. Първите сведения за него са от турската документация от XVI век, където е записано под същото име. В съкратен регистър на Пиротския кадилък от 1530 година Вишан е отбелязано като село с 16 домакинства и трима неженени жители.
Селото се среща и в османските данъчни регистри от 1624 г. с 3 домакинства. Вероятно от този период е разрушената църква в местността „Калугерица“, където според преданието е имало манастир. Легендата разказва, че турци пренасяли злато по посока на Драгоман, когато били нападнати и обрани от калугерите от манастира и след това за отмъщение обителта била разрушена, а част от монасите избити. Друг вариант на тази легенда разказва, че турците били нападнати от разбойници, преоблечени като калугери.

## Население
| 1880       | 314 |
| 1892       | 381 |
| 1900       | 451 |
| 1910       | 517 |
| 1929       | 537 |
| 1934       | 637 |
| 1946       | 632 |
| 1956       | 520 |
| 1965       | 372 |
| 1975       | 199 |
| 1985       | 129 |
| 1992       | 116 |
| 2001       | 62  |
| 2011       | 40  |
| Източници: |     |

По данни от първото преброяване на населението, през 1880 г. в с. Вишан живеят 314 жители.

## Оброчища
Както всички села в Бурел, така и във Вишан има оброци и оброчища. Описващи кръг около селото, оброците са следните:

1. Оброк "Св. Троица" – намира се югоизточно от центъра на селото, при Нешина махала, под стара круша. Кръстът е счупен, останала е само горната му част, където е врязан надписът: "1909 ГОД/ СТА ТРЦА НА/ ТДРЪ ИАРВЕСЕЛ".

2. Оброк с неизвестен светец (Дойкин кръст, Говежди кръст) – намира се на 500 м югоизточно от центъра на селото. Кръстът е счупен и фрагментите му са поставени под стара круша. Той е от типа кръглоглави. Нарича се Говежди, защото на него се служи само при специални случаи – болести по говедата.

3. Оброк „Св. Спас“ (Спасов кръст) – на 1 км източно от центъра на селото, до Горна махала, също под круша. На този кръст служи родът Станеви, но на Спасовден се е събирало цялото село. Носели се колачи, правело се курбан. Хората предполагат, че това е най-старият оброк в селото.

4. Оброк „Св. св. Петър и Павел“ – на 1200 м североизточно от селото, в източния край на Майсторова махала. Кръстът е бил счупен и е съединен с метални шини. На него е издълбана годината 1884. До стария кръст е поставен нов, върху който е отбелязана годината 1991.

5. Оброк „Св. Богородица“ – на около 400 м югоизточно от центъра на селото, в местността „Росуля“. На източната му страна е издълбан мотив с ваза, от която право нагоре излиза цвете, а на обратната страна – годината 1905.

6. Оброк „Св. Георги“ – на 500 м южно от селото, в местността „Росуля“. Между страночните му рамене има надпис: „ИИСУС ХРИСТОС НИКА“. При този оброк на Гергьовден се е събирало цялото село. Всяко семейство носело печено агне и колач. До кръста все още стоят камъните, върху които са седели старейшините на фамилиите.

7. Оброк "Св. Никола" – на 200 м северозападно от центъра на селото.

8. Оброк с неизвестно име в местността „Калугерица“ – кръстът е поставен върху руините на отдавна разрушена църква. Според преданието тук е имало манастир. Мястото е изолирано и не се поддържа от конкретна фамилия.